# Carlo Lavagna (giurista)
Carlo Lavagna (Ascoli Piceno, 26 maggio 1914 – Roma, 9 giugno 1984) è stato un giurista italiano.
Allievo di Santi Romano, è considerato uno dei maggiori costituzionalisti del secondo Novecento.

## Biografia
Fu docente di diritto pubblico e diritto costituzionale all'Università di Cagliari, Macerata, Pisa e Roma. Fondatore del quotidiano La Voce adriatica nel 1952, diresse dal 1968 il settore costituzionale della rivista La Giurisprudenza italiana. Negli anni sessanta promosse l'istituzione della facoltà di giurisprudenza dell'Università di Teramo.

## Opere (parziale)
- La dottrina nazionalsocialista del diritto e dello Stato (1938)
- Lezioni di diritto costituzionale (1944)
- La Costituzione e il sistema elettorale finlandese (1946)
- Il sistema elettorale nella Costituzione italiana (1952)
- Considerazioni sui caratteri degli ordinamenti democratici (1956)
- Le costituzioni rigide (1964)
- Moderni istituti di democrazia (1968)
- Istituzioni di diritto pubblico (1970)
- Strutture democratiche contemporanee (1971)
- Costituzione e socialismo (1977)
- Problemi giuridici delle istituzioni (1984)
- Ricerche sul sistema normativo (1984)